# 铯榴石
銫榴石（英語：Pollucite）又稱銫沸石，是一種化學式為(Cs,Na)
2Al
2Si
4O
12 · 2H2O的沸石族礦物，以鐵、鈣、銣和鉀為常見的替代元素。同時是重要的銫礦石，有時也是銣礦石。與方沸石形成固溶體，在等軸-六八面體晶體系統中結晶為無色、白色、灰色或很少見的粉紅色和藍色團塊。良好晶型的晶體很少見。莫氏硬度為6.5，比重為2.9，具脆性斷裂，沒有解理。

## 發現

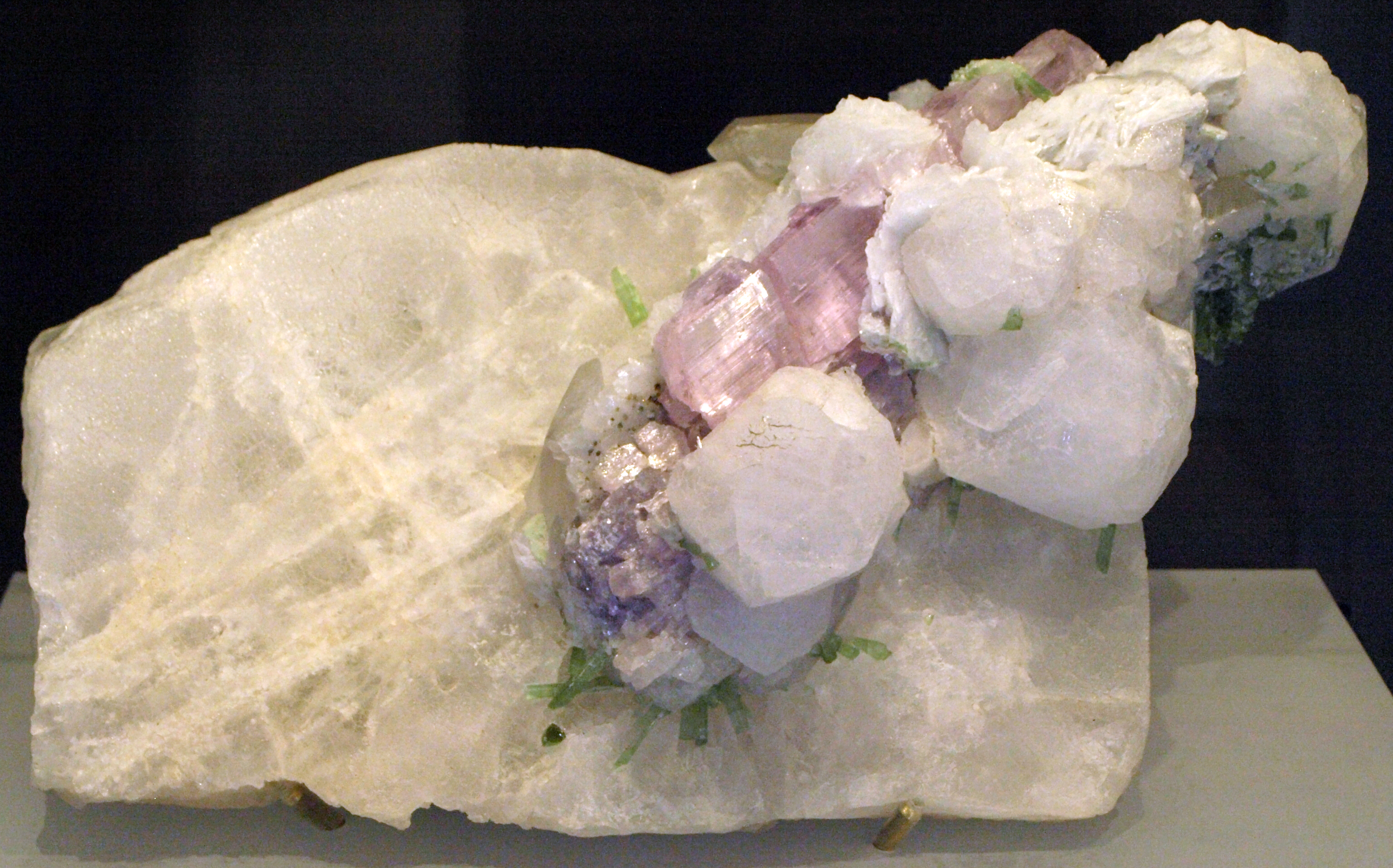
皇家安大略博物館收藏的另一個銫榴石樣品

1846年，奧古斯特·布賴索普首次在義大利厄爾巴島描述，並以卡斯托尔的雙胞胎波魯克斯命名，因為它經常與透鋰長石（以前稱為「castorite」）一起發現。1848年，卡爾·弗里德里希·普拉特納的第一次分析沒有發現高銫含量，但在1860年發現銫後，1864年的第二次分析能夠顯示铯榴石的高銫含量。
它通常出现在富含锂的伟晶花岗岩中，与石英、鋰輝石、透锂长石、磷鋁鋰石、鋰雲母、黑柱石、錫石、鈮鐵礦、磷灰石、锂霞石、白雲母、鈉長石和微斜长石共生。
世界上已知的銫榴石储量中，约有82%出现在加拿大马尼托巴省的伯尼克湖附近，在那里开采的銫榴石都含有铯，可用于甲酸铯石油钻探援助。